# Lijst van voetbalinterlands Bulgarije - Polen (vrouwen)
Deze lijst van voetbalinterlands is een overzicht van alle officiële voetbalinterlands tussen de nationale vrouwenteams van Bulgarije en Polen. De landen hebben tot nu toe één keer tegen elkaar gespeeld.

## Wedstrijden
| № | Plaats | Datum        | Competitie            | Wedstrijd         | Uitslag |
| - | ------ | ------------ | --------------------- | ----------------- | ------- |
| 1 | Varna  | 1 april 1991 | Grand Hotel Varna Cup | Bulgarije − Polen | 0 − 2   |

## Samenvatting
| Competitie            | Totaal gespeeld | Winst Bulgarije | Gelijk | Winst Polen | Doelsaldo Bulgarije – Polen |
| --------------------- | --------------- | --------------- | ------ | ----------- | --------------------------- |
| Grand Hotel Varna Cup | 1               | 0               | 0      | 1           | 0 − 2                       |
| Totaal                | 1               | 0               | 0      | 1           | 0 − 2                       |